# Habromys chinanteco
Habromys chinanteco är en däggdjursart som först beskrevs av Robertson och Guy G. Musser 1976.  Habromys chinanteco ingår i släktet Habromys och familjen hamsterartade gnagare. IUCN kategoriserar arten globalt som akut hotad. Inga underarter finns listade i Catalogue of Life.
Denna gnagare förekommer i ett mindre bergsområde i södra Mexiko som ligger 2000 till 2700 meter över havet. Habitatet utgörs av molnskogar.